# 朝鮮の民間療法

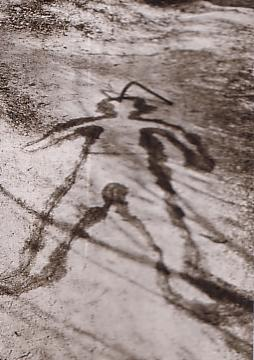
朝鮮民間療法の一例
患部に鎌を突き立てれば治るとされる。

朝鮮の民間療法（ちょうせんのみんかんりょうほう）とは、朝鮮半島において民間に伝承されてきた治療行為である。
李氏朝鮮の医療・疫病史をみると、迷信に基づいた治療が一般的であり、たとえばアーソン・グレブストの『悲劇の朝鮮』によれば、「牛糞を塗る」「ヒマワリの種を湯がいて食べる」「患者がモモの種を二つに割り、一方に『日』の字、もう一方に『月』の字を書いて一気に飲み込む」「小さな蛙を三匹生きたまま丸飲みする（腹痛に即効）」「重症の場合は焼いた犬の足を四本食べる」「じっくり沸かしたお湯に四十歳の女性の頭髪を入れて飲む」といった方法が採られており、大韓帝国の最後の皇太子（純宗)の妃・純明孝皇后は、腹が腫れる病気にかかったため、国内一の名医の診察を受け、腹に悪霊が棲みついたと診断され、城門の戸板をはがして煎じて飲まされ、死亡した。
多くの国での民間療法と同様、科学的根拠が不明なまじない的なものが多く、現在ではほとんど行われていない。
なお本記事は民俗史的記事であり、朝鮮半島の伝統医学である韓医学とは異なる。

## 『朝鮮民俗集：全』に収集された民間療法

### 身不足（栄養不良、身体衰弱、身体発達不充分を言う）[3]
- 松の木に「寄生する木を」煎じて服する
- 「南瓜の上に止まった」青蛙の後ろ足2本を食べる
- 12、3歳の童の小便を服用する

### 気不足（神経衰弱等精神の衰弱したものを言う）[3]
- 犬の汁を飲む（後の補身湯"ポシンタン"である）
- 古き火鉢を粉末にして空腹時に酒と混ぜて飲む（火鉢に霊的な信仰がある）
- 長男の胎盤を煎じて日に3回飲む（胎盤食は大陸では現在も行われている）[要出典]

### 肺病（気不足に含む）[3]
- 人肉の粥を食べる

### 精神病（狂症）[3]
- 美人の経水を飲む。

### 内腫症[4]
- 犬の糞水を1日2 - 3回飲む
- 農家で長年使った小便溜桶を煎じて飲む

### 疝気[4]
- 青蛙の卵10胞を4、5日に食べる

### 足の麻痺[5]
- 鼻の頭に唾を塗る

### 瘧（二日瘧）[5]
- 人糞を黒飴に包み3日間夜露を受けて丸薬にして呑む
- 古い人頭骨を焼き粉にして水で飲む
- 患者が男なら牝牛と、女なら牡牛と接吻する

### シャックリ[6]
- 冷水を3度飲む

### タンコリ（体の一部が急に痛む病）[6]
- 蝿3匹を生で呑む

### 眼病[7]
- 自分の尿で洗えば再発しない
- 黄連を母乳に混ぜ、あるいは母乳のみを目に射す

### ものもらい[7]
- 乳児の亀頭で患部をこする

### 齲歯[8]
- 人糞を焼いて歯に含む

### 歯痛[8]
- 古墓の人骨を歯につけ噛みしめる
- 松の枝を油で煎じて口に含む

### 咽頭病[8]
- 犬の頭の煮汁を飲む

- 松の花粉を白清に含煮して飲む

### 赤痢（白痢・痢疾）[9]
- 松の樹皮を干して粉にし蜜に混ぜて食べる

### チフス（熱病）[9]
- 人糞を瓦石に塗って熱し、水に入れてその水を飲む

### 冷水の滞り[10]
- ドジョウを生で呑む

### 豚肉の滞り[10]
- 干柿を食べる

### 干柿の滞り[10]
- 豚肉を食べる

### 癩[11]
- 人肉または人の陰茎を食べる
- 数百年の古い人頭骨で水を飲む

### 各種腫物[12]
- トカゲの卵4 - 50個を3 、4日に分けて飲む
- 人糞に塩を混ぜて貼る

### 浮皮腫（小児の陰茎の腫れる病）[13]
- ミミズに尿をかけたためだという。甘草を煎じて局部を洗う

### 幼児衰弱[14]
- どこで何を盗んだのかと大喝する

### 漆毒瘡（漆中毒）[15]
- 溝を越えて自分の大便を塗り、また溝を越えて戻る

### 骨折・脱臼・捻挫[15]
- 松葉を熱して温める

### 死人を蘇す方法[15]
- 父には子が夫には妻が薬指を切り、血を死人の頭上にそそぎかける

### 淋病[16]
- 松葉を煎じて飲む
- 雌犬と交接するか女性に吸わせる

## その他の民間療法

### 身不足（栄養不良）
- 鶏の身に高麗人参等を詰めて、煮込んで食べる（後の薬膳料理サムゲタンに進化）

### 高熱
- 解熱剤として野人乾水（大便を水で溶いた物）を飲用する（李氏朝鮮時代・中宗）[17]

### 精力強化
- 薪割りをする（薪割りは腰を丈夫にして、性器の血液循環を円滑にすると考えられていた）。

### 産後の滋養
- わかめスープを産後の女性に食べさせる。造血、血の浄化作用があり滋養があると言われている。

## その他
- 『生肝取りが流行 癩患者の迷信から残虐な殺人をする朝鮮』 名古屋新聞 1923/8/11
- 『吾子の腹を割き生肝を夫に食はす／亭主の長患ひに／鮮女凶行後に自首』 神戸新聞 1930/8/16
- 『朝鮮料理屋の正体は魔窟／誘惑した女の生血を絞り己れは豪奢な暮し（葺合）』 大阪朝日新聞 1932/12/9
- 『殺して生血啜る／業病治りたさの半島人／名古屋で少年を殺い自殺』 北國新聞 1938/6/6 夕

## 註
1. ↑  訳書は『悲劇の朝鮮』（河在龍・高演義訳、白帝社、1989年）
2. ↑  黄文雄『日本の植民地の真実』扶桑社、2003年10月、146頁。ISBN 978-4594042158。
3. 1 2 3 4  今村鞆『朝鮮風俗集：全』斯道舘、1914年、420ページ
4. 1 2  今村鞆『朝鮮風俗集：全』斯道舘、1914年、421ページ
5. 1 2  今村鞆『朝鮮風俗集：全』斯道舘、1914年、422ページ
6. 1 2  今村鞆『朝鮮風俗集：全』斯道舘、1914年、423ページ
7. 1 2  今村鞆『朝鮮風俗集：全』斯道舘、1914年、424ページ
8. 1 2 3 4  今村鞆『朝鮮風俗集：全』斯道舘、1914年、425ページ
9. 1 2  今村鞆『朝鮮風俗集：全』斯道舘、1914年、426ページ
10. 1 2 3  今村鞆『朝鮮風俗集：全』斯道舘、1914年、427ページ
11. ↑  今村鞆『朝鮮風俗集：全』斯道舘、1914年、428ページ
12. ↑  今村鞆『朝鮮風俗集：全』斯道舘、1914年、429ページ
13. ↑  今村鞆『朝鮮風俗集：全』斯道舘、1914年、430ページ
14. ↑  今村鞆『朝鮮風俗集：全』斯道舘、1914年、431ページ
15. 1 2 3  今村鞆『朝鮮風俗集：全』斯道舘、1914年、433ページ
16. ↑  今村鞆『朝鮮風俗集：全』斯道舘、1914年、434ページ
17. ↑  “世宗大王は肉食がお好き…肥満に糖尿病”. 東亜日報. (2005年8月22日) 2008年10月7日閲覧。

## 参考資料
- 今村鞆『朝鮮風俗集：全』斯道舘、1914年